# Discografia lui Florea Cioacă
Discografia violonistului Florea Cioacă cuprinde discuri de gramofon, viniluri, CD-uri, ce conțin înregistrări realizate la casa de discuri Electrecord și la Societatea Română de Radiodifuziune.

## Discuri Electrecord
| An   | Număr de catalog                      | Format                     | Piese | Acompaniament                                                                                              |
| 1955 | EPA 1961                              | shellac, 25 cm, 78 RPM     | Hora lui Chinadă | O.M.P.R., dirijor Victor Predescu                                                                          |
| 1955 | EPA 1962                              | shellac, 25 cm, 78 RPM     | Sârba lui Zoană | Orchestra „Grigoraș Dinicu”, dirijor Ionel Budișteanu                                                      |
| 1955 | EPA 1971                              | shellac, 25 cm, 78 RPM     | La poalele pădurii (cântec popular) | Orchestra „Grigoraș Dinicu”, dirijor Ionel Budișteanu                                                      |
| 1955 | EPA 1973                              | shellac, 25 cm, 78 RPM     | Cântec de dragoste | Orchestra M.A.I., dirijor Victor Predescu                                                                  |
| 1956 | EPA 2206                              | shellac, 25 cm, 78 RPM     | Rustemul (joc oltenesc) | Orchestra „Electrecord”, dirijor I. Budișteanu                                                             |
| 1956 | EPA 2207                              | shellac, 25 cm, 78 RPM     | Poenița (melodie populară) | Orchestra „Electrecord”, dirijor I. Budișteanu                                                             |
| 1957 | EPD 4                                 | vinil, LP, 25 cm, 33 ⅓ RPM | 4. Hora lui Chinadă | O.M.P.R., dirijor Victor Predescu                                                                          |
| 1957 | EPD 12                                | vinil, LP, 25 cm, 33 ⅓ RPM | 3. Poenița | Orchestra „Electrecord”, dirijor I. Budișteanu                                                             |
| 1964 | EPA 3350                              | shellac, 25 cm, 78 RPM     | Mierlița când e bolnavă Hora boldenilor | orchestra Florea Cioacă                                                                                    |
| 1964 | EPA 3351                              | shellac, 25 cm, 78 RPM     | Învelitul miresei Hora lui Baică | orchestra Florea Cioacă                                                                                    |
| 1965 | EPC 559                               | vinil, 17 cm, 33 ⅓ RPM     | 1. Mierlița când e bolnavă 2. Hora boldenilor 3. Învelitul miresei 4. Hora lui Baică | orchestra Florea Cioacă                                                                                    |
| 1968 | EPC 986                               | vinil, 17 cm, 33 ⅓ RPM     | 1. Dimineața după nuntă 2. Hora lui Pasan 3. Hora lui Niță Golea 4. Sârba de la Bucovăț | orchestra Florea Cioacă                                                                                    |
| 1969 | ST-EPE 0431 Instruments Folkloriques  | vinil, LP, 30 cm, 33 ⅓ RPM | 12. Brâul de la Ișalnița | orchestra Gheorghe Zamfir                                                                                  |
| 1977 | STM-EPE 01326                         | vinil, LP, 30 cm, 33 ⅓ RPM | 1. Hora lui Florea Cioacă 2. Șchioapa 3. Sârba din Drăgășani 4. Cântec din Malul Mare 5. Brâul lui Piculeață 6. Doina lui Florea Cioacă 7. Hora bătrânească 8. Pe deal pe Teleormănel 9. Dor de mamă, dor de tată 10. Ca pe luncă 11. Pădure, dragă pădure 12. Sârba de la Craiova 13. Trei păzește 14. Sârbă | orchestra Marin Cioacă                                                                                     |
| 2007 | EDC 774 Comori ale muzicii lăutărești | compact disc               | 1. Mierlița când e bolnavă 2. Hora boldenilor 3. Învelitul miresei 4. Hora lui Buică (Hora spoitorilor) 5. Bârul de la Ișalnița 6. Dimineața după nuntă 7. Hora lui Pasan 8. Sârba din Drăgășani 9. Hora lui Niță Golea 10. Sârba de la Bucovăț 11. Hora lui Florea Cioacă 12. Șchioapa 13. Cântec din Dealul Mare 14. Du-te dor și te revarsă 15. Brâul lui Piculeață 16. Doina lui Florea Cioacă 17. Hora bătrânească 18. Pe deal pe Teleormănel 19. Dor de mamă, dor de tată 20. Ca pe luncă 21. Pădure, dragă pădure 22. Sârba de la Craiova 23. Trei păzește 24. Sârbă | orchestra Florea Cioacă (1-4, 6, 7, 9, 10) orchestra Gheorghe Zamfir (5) orchestra Marin Cioacă (8, 11-24) |

## ÎnregistrăriRadio România
Toate înregistrările lui Florea Cioacă din Fonoteca Radio România au fost efectuate pe benzi de magnetofon.
| Anul înreg. | Piese                                 | Acompaniament                                                                 | Note                            |
| 1951        | Cântec de dragoste                    | Orchestra populară a Ministerului Afacerilor Interne, dirijor Victor Predescu | transpusă și pe discul EPA 1973 |
| 1951        | Cântec din Bistreț și Joc din Corn    | Orchestra populară a Ministerului Afacerilor Interne, dirijor Victor Predescu | –                               |
| 1954        | Cântec din Orodel                     | Orchestra „Grigoraș Dinicu”, dirijor Ionel Budișteanu                         | –                               |
| 1954        | La poalele pădurii (cântec popular)   | Orchestra „Grigoraș Dinicu”, dirijor Ionel Budișteanu                         | transpusă și pe discul EPA 1971 |
| 1954        | Sârba lui Zoană                       | Orchestra „Grigoraș Dinicu”, dirijor Ionel Budișteanu                         | transpusă și pe discul EPA 1962 |
| 1955        | Cântec                                | O.M.P.R., dirijor Victor Predescu                                             | –                               |
| 1955        | Hora lui Chinadă                      | O.M.P.R., dirijor Victor Predescu                                             | transpusă și pe discul EPA 1961 |
| 1955        | Îmbrăcatul miresei                    | O.M.P.R., dirijor Victor Predescu                                             | –                               |
| 1960        | Alunelul oltenesc Călușul ca pe Argeș | O.M.P.R., dirijor Victor Predescu                                             | –                               |
| 1970        | Chira, Chiralina (baladă)             | O.M.P.R., dirijor Victor Predescu                                             | –                               |
| 1970        | Cântec ca pe Vlașca                   | O.M.P.R., dirijor Victor Predescu                                             | Spune, spune pui de corb        |
| 1970        | Rustemul lui Gigea                    | O.M.P.R., dirijor Victor Predescu                                             | –                               |
| 1974        | Mi-aduc aminte demult                 | O.M.P.R., dirijor Ilie Mărțuică                                               | –                               |
| indisp.     | Brâulețul                             | O.M.P.R., dirijor Nelu Urziceanu                                              | –                               |
| indisp.     | Cântecul „Florina” și Alunelul        | O.M.P.R.                                                                      | –                               |
| indisp.     | Joc din Moldova                       | O.M.P.R.                                                                      | –                               |
| indisp.     | Joiana                                | O.M.P.R.                                                                      | –                               |
| indisp.     | Liliacul                              | O.M.P.R.                                                                      |                                 |